# Industriebahn der Nickelhütte St. Egidien
| Spurweite: | 900 mm (Schmalspur) |                                                                                 |                                                                                 |
| Maximale Neigung: | 40 ‰                |                                                                                 |                                                                                 |
| |                     |                                                                                 |                                                                                 |
| \| \| 0,00 \| Streckenanfang (Erzhalle) \| 310 m \| \| \| 0,22 \| Bunkerbrücke \| Bunkerbrücke \| \| \| 0,30 \| St. Egidien Werkbf [Stw B2] \| 310 m \| \| \| 2,80 \| BÜ Berggasse (St. Egidien) \| 354 m \| \| \| 3,90 \| Betriebsbahnhof Lobsdorf [Stw B3] (Ausweiche Lobsdorf) \| 370 m \| \| \| 4,75 \| SÜ Lobsdorfer Straße (S245) (Hintergrumbach) \| 382 m \| \| \| 4,80 \| SÜ Bundesautobahn 4 \| SÜ Bundesautobahn 4 \| \| \| 5,65 \| EÜ Am Kiefernberg (Grumbach) \| 379 m \| \| \| 5,85 \| SÜ Bundesstraße 180 \| 374 m \| \| \| 6,30 \| Tagebau Callenberg Süd I (1960–1977) \| Tagebau Callenberg Süd I (1960–1977) \| \| \| \| Abzw Gleisdreieck \| \| \| \| 6,50 \| Tagebau Kiefernberg Nord (1964–1965) bzw. Tagebau Callenberg Süd II (1985–1990) \| Tagebau Kiefernberg Nord (1964–1965) bzw. Tagebau Callenberg Süd II (1985–1990) \| \| \| 6,55 \| Betriebsbahnhof Obercallenberg [Stw B4] (Grubenbahnhof) \| 360 m \| \| \| 6,75 \| EÜ Straße des Friedens (Reichenbach) \| EÜ Straße des Friedens (Reichenbach) \| \| \| 7,50 \| BÜ Grumbacher Straße (Reichenbach) \| 354 m \| \| \| 8,20 \| Betriebsbahnhof Callenberg [Stw B5] \| 337 m \| \| \| 8,25 \| Tagebau Callenberg Nord I (1972–1988) \| Tagebau Callenberg Nord I (1972–1988) \| \| \| 9,15 \| BÜ Altenburger Straße (S248) (Callenberg) \| 334 m \| \| \| 9,40 \| Erzkörper 7 (1985–1988) \| Erzkörper 7 (1985–1988) \| \| \| 9,80 \| BÜ Spielsdorf \| 326 m \| \| \| 9,90 \| Durchlass Erlbach \| Durchlass Erlbach \| \| \| 10,50 \| Betriebsbahnhof Callenberg Nord [Stw B6] \| 320 m \| \| \| 10,55 \| Tagebau Callenberg Nord II (1978–1990) \| Tagebau Callenberg Nord II (1978–1990) \| \| \| 11,20 \| Streckenende \| Streckenende \| |                     |                                                                                 |                                                                                 |
| | 0,00                | Streckenanfang (Erzhalle)                                                       | 310 m                                                                           |
| Brücke (Strecke außer Betrieb) | 0,22                | Bunkerbrücke                                                                    | Bunkerbrücke                                                                    |
| Dienststation / Betriebs- oder Güterbahnhof (Strecke außer Betrieb) | 0,30                | St. Egidien Werkbf [Stw B2]                                                     | 310 m                                                                           |
| Bahnübergang (Strecke außer Betrieb) | 2,80                | BÜ Berggasse (St. Egidien)                                                      | 354 m                                                                           |
| Dienststation / Betriebs- oder Güterbahnhof (Strecke außer Betrieb) | 3,90                | Betriebsbahnhof Lobsdorf [Stw B3] (Ausweiche Lobsdorf)                          | 370 m                                                                           |
| Strecke mit Straßenbrücke (Strecke außer Betrieb) | 4,75                | SÜ Lobsdorfer Straße (S245) (Hintergrumbach)                                    | 382 m                                                                           |
| Strecke mit Straßenbrücke (Strecke außer Betrieb) | 4,80                | SÜ Bundesautobahn 4                                                             | SÜ Bundesautobahn 4                                                             |
| Brücke (Strecke außer Betrieb) | 5,65                | EÜ Am Kiefernberg (Grumbach)                                                    | 379 m                                                                           |
| Strecke mit Straßenbrücke (Strecke außer Betrieb) | 5,85                | SÜ Bundesstraße 180                                                             | 374 m                                                                           |
| Betriebsstelle Streckenanfang (Strecke außer Betrieb) · Strecke (außer Betrieb) | 6,30                | Tagebau Callenberg Süd I (1960–1977)                                            | Tagebau Callenberg Süd I (1960–1977)                                            |
| Abzweig nach links und von links (Strecke außer Betrieb) · Abzweig geradeaus, nach rechts und von rechts (Strecke außer Betrieb) |                     | Abzw Gleisdreieck                                                               | Abzw Gleisdreieck                                                               |
| Betriebsstelle Streckenende (Strecke außer Betrieb) · Strecke (außer Betrieb) | 6,50                | Tagebau Kiefernberg Nord (1964–1965) bzw. Tagebau Callenberg Süd II (1985–1990) | Tagebau Kiefernberg Nord (1964–1965) bzw. Tagebau Callenberg Süd II (1985–1990) |
| Dienststation / Betriebs- oder Güterbahnhof (Strecke außer Betrieb) | 6,55                | Betriebsbahnhof Obercallenberg [Stw B4] (Grubenbahnhof)                         | 360 m                                                                           |
| Brücke (Strecke außer Betrieb) | 6,75                | EÜ Straße des Friedens (Reichenbach)                                            | EÜ Straße des Friedens (Reichenbach)                                            |
| Bahnübergang (Strecke außer Betrieb) | 7,50                | BÜ Grumbacher Straße (Reichenbach)                                              | 354 m                                                                           |
| Dienststation / Betriebs- oder Güterbahnhof (Strecke außer Betrieb) | 8,20                | Betriebsbahnhof Callenberg [Stw B5]                                             | 337 m                                                                           |
| Betriebsstelle Streckenanfang und quer (Strecke außer Betrieb) · Abzweig geradeaus und nach rechts (Strecke außer Betrieb) | 8,25                | Tagebau Callenberg Nord I (1972–1988)                                           | Tagebau Callenberg Nord I (1972–1988)                                           |
| Bahnübergang (Strecke außer Betrieb) | 9,15                | BÜ Altenburger Straße (S248) (Callenberg)                                       | 334 m                                                                           |
| Betriebsstelle Streckenanfang und quer (Strecke außer Betrieb) · Abzweig geradeaus und von rechts (Strecke außer Betrieb) | 9,40                | Erzkörper 7 (1985–1988)                                                         | Erzkörper 7 (1985–1988)                                                         |
| Bahnübergang (Strecke außer Betrieb) | 9,80                | BÜ Spielsdorf                                                                   | 326 m                                                                           |
| Brücke über Wasserlauf (Strecke außer Betrieb) | 9,90                | Durchlass Erlbach                                                               | Durchlass Erlbach                                                               |
| Dienststation / Betriebs- oder Güterbahnhof (Strecke außer Betrieb) | 10,50               | Betriebsbahnhof Callenberg Nord [Stw B6]                                        | 320 m                                                                           |
| Blockstelle (Strecke außer Betrieb) | 10,55               | Tagebau Callenberg Nord II (1978–1990)                                          | Tagebau Callenberg Nord II (1978–1990)                                          |
| | 11,20               | Streckenende                                                                    | Streckenende                                                                    |

Die Industriebahn der Nickelhütte St. Egidien war eine schmalspurige Erzbahn mit 900 mm Spurweite in Sachsen. Sie führte von der Nickelhütte St. Egidien zu den Callenberger Nickellagerstätten. In seiner größten Ausdehnung erreichte das Erzbahnnetz eine Länge von zehn Kilometern.

## Geschichte

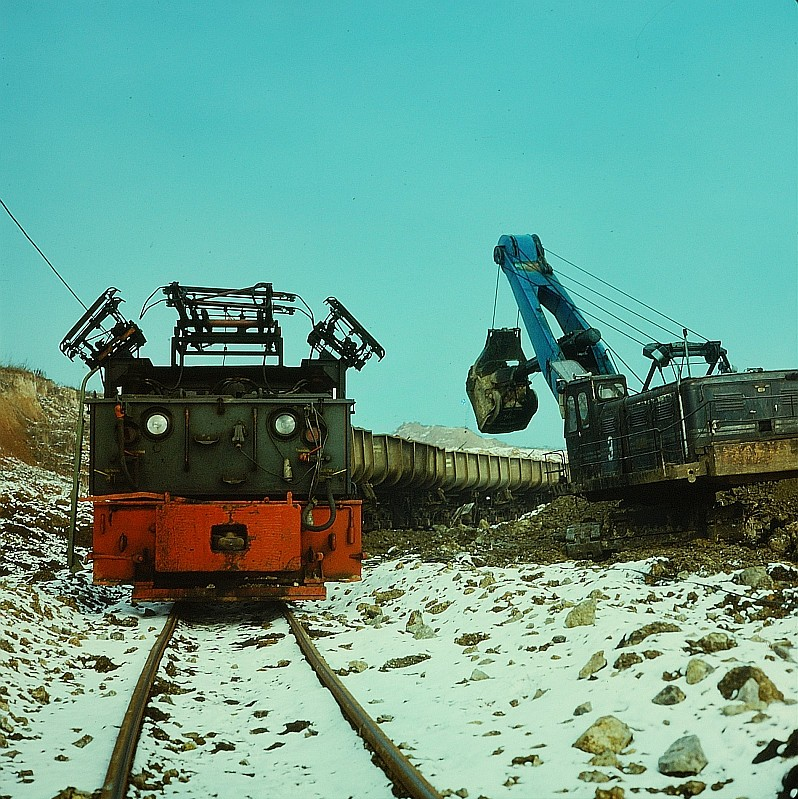
Erzzug im Tagebau Callenberg (1982)

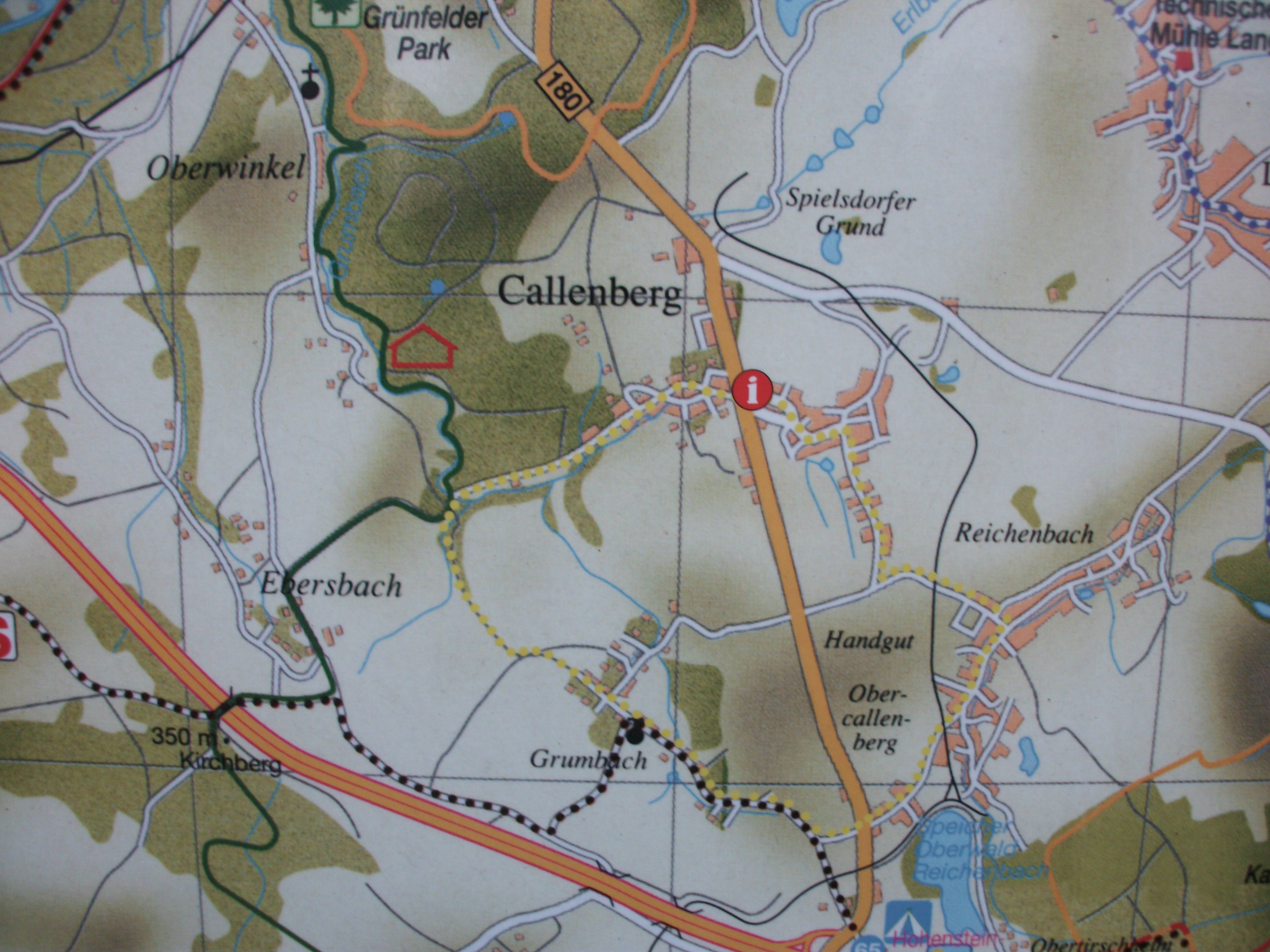
Kartenausschnitt mit der ehemaligen Trasse der Industriebahn im Gebiet von Callenberg

Bereits Ende des 14. Jahrhunderts wurden in der Umgebung Callenbergs Erze abgebaut, seit dem 17. Jahrhundert wurde im Oberwald selber Nickeleisenstein gefördert. Allerdings kam der Bergbau im 18. Jahrhundert zum Erliegen. Ein erneuter Abbau war nach dem Ersten Weltkrieg geplant, kam aber nicht zustande. Als die Wismut nach dem Zweiten Weltkrieg hier nach Pechblende suchte, wurde stattdessen eine große Nickellagerstätte entdeckt.
Da die DDR zunächst vor allem die Schwerindustrie förderte, bestand ein großer Bedarf nach entsprechenden Zuschlagstoffen für die Stahlproduktion. Daher wurde um 1950 der erste Tagebau bei Callenberg aufgeschlossen und es sollte eine Nickelhütte errichtet werden. Als Standort dafür wurde das Gelände nördlich des Bahnhofs St. Egidien ausgewählt, da so ein Eisenbahnanschluss an die Bahnstrecke Dresden–Werdau einfach herzustellen war. Eine Erzbahn sollte den Transport des Nickelerzes von den etwa drei Kilometer entfernten Tagebauen zur Nickelhütte übernehmen. In den Jahren 1959/1960 wurde eine zunächst zirka 6,2 km lange Grubenbahnstrecke mit 900 mm Spurweite vom Tagebau Callenberg Süd I bei Reichenbach, der über ein Gleisdreieck an den Grubenbahnhof Obercallenberg angeschlossen war, zur Nickelhütte in St. Egidien gebaut. Sie erhielt neben drei massiven Straßenüberführungen und zwei Brücken auch moderne Stellwerke nach dem damaligen Baumuster der Deutschen Reichsbahn. Der Grubenbahnhof Obercallenberg/Reichenbach erhielt einen Lokschuppen, Entschlackungs-, Bekohlungs- und Wasserübernahmeanlagen. Der Transport erfolgte mittels Einseiten-Kastenkippwagen mit je 25 m³ Fassungsvermögen. Als Zuglokomotiven wurden im Jahr 1960 sechs Dampf-Tender-Loks vom VEB Lokomotivbau Karl Marx Babelsberg angeschafft. Weiterhin gab es eine Werkbahn mit 600 mm Spurweite und rückbaren Gleisen für den Abraumtransport innerhalb der Tagebaue. Deren 40 Wagen waren wesentlich kleiner und hatten ein Fassungsvermögen von 6 m³. Im Jahr 1960 wurde gleichzeitig mit der Schmalspurbahn auch die Nickelhütte St. Edigien in Betrieb genommen. Nachdem die Strecke zunächst nur mit Dampflokomotiven befahren wurde, erfolgte 1961/62 die Elektrifizierung der Strecke und der Einsatz von sechs EL 3-E-Lokomotiven. Das Werkbahnnetz hatte sich durch die Stichbahnstrecken zum Tagebau Callenberg Süd II und zum Erzkörper 7 sowie durch die Verlängerung bis zum Tagebau Callenberg Nord II in den 1980er Jahren auf zuletzt fast 12 km mit insgesamt sechs Stellwerken vergrößert. Der im Jahr 1964 begonnene Aufschluss des Tagebaus Kiefernberg Nord zwischen Reichenbach und Falken einschließlich Erweiterung der Grubenbahn wurde bereits im folgenden Jahr wieder eingestellt und das Anschlussgleis wieder abgebaut.
Die Verhüttung der Nicklelerze in der Nickelhütte St. Egidien musste aufgrund eines Schadens am letzten in Betrieb befindlichen Ofen am 12. September 1990 eingestellt werden. In den letzten beiden aktiven Tagebauen Callenberg Süd II und Callenberg Nord II endeten die Erzförderung und der reguläre Zugbetrieb am 8. Oktober 1990. Am 3. Juni 1991 fand die letzte Zugfahrt zur Überführung von Wagen in den Grubenbahnhof statt. Bis Mitte der 1990er-Jahre wurde die Strecke vollständig abgebaut, nachdem die Pläne einer Interessengemeinschaft zur touristischen Nutzung oder sogar Verlängerung bis zur Muldentalbahn nach Waldenburg an der Finanzierung gescheitert waren. Der Großteil der Fahrzeuge wurde verschrottet, Teile des Gleismaterials noch zum Aufbau der Museumsbahn Schönheide genutzt. Im Jahr 1992 wurde der Grubenbahnhof in Obercallenberg als Industriedenkmal ausgewiesen, was aber bereits zwei Jahre später wieder aufgehoben wurde. Am 9. Januar 1995 erfolgte der Abriss der Anlagen des Betriebsbahnhofs Obercallenberg. Auf dem einstigen Areal am Damm des Stausees Oberwald zwischen der Reichenbacher Straße im Westen und der Bergstraße im Osten befinden sich heute ein großer Parkplatz und ein Waldstück. In der Nähe erinnern zwei Waggons auf einem Stück Gleis an die Zeit der Erzbahn. In Grumbach ist noch eine Bahnbrücke erhalten. An der früheren Brücke in Reichenbach findet man noch die Signale. Weiterhin sind an Teilen des bis heute erhalten gebliebenen Bahndamms die Fundamente der Oberleitungsmasten erhalten geblieben. Eine Ausstellung über die Zeit der Nickelerzförderung befindet sich in der Kulturellen Begegnungsstätte Reichenbach.

## Relikte der Industriebahn der Nickelhütte St. Egidien

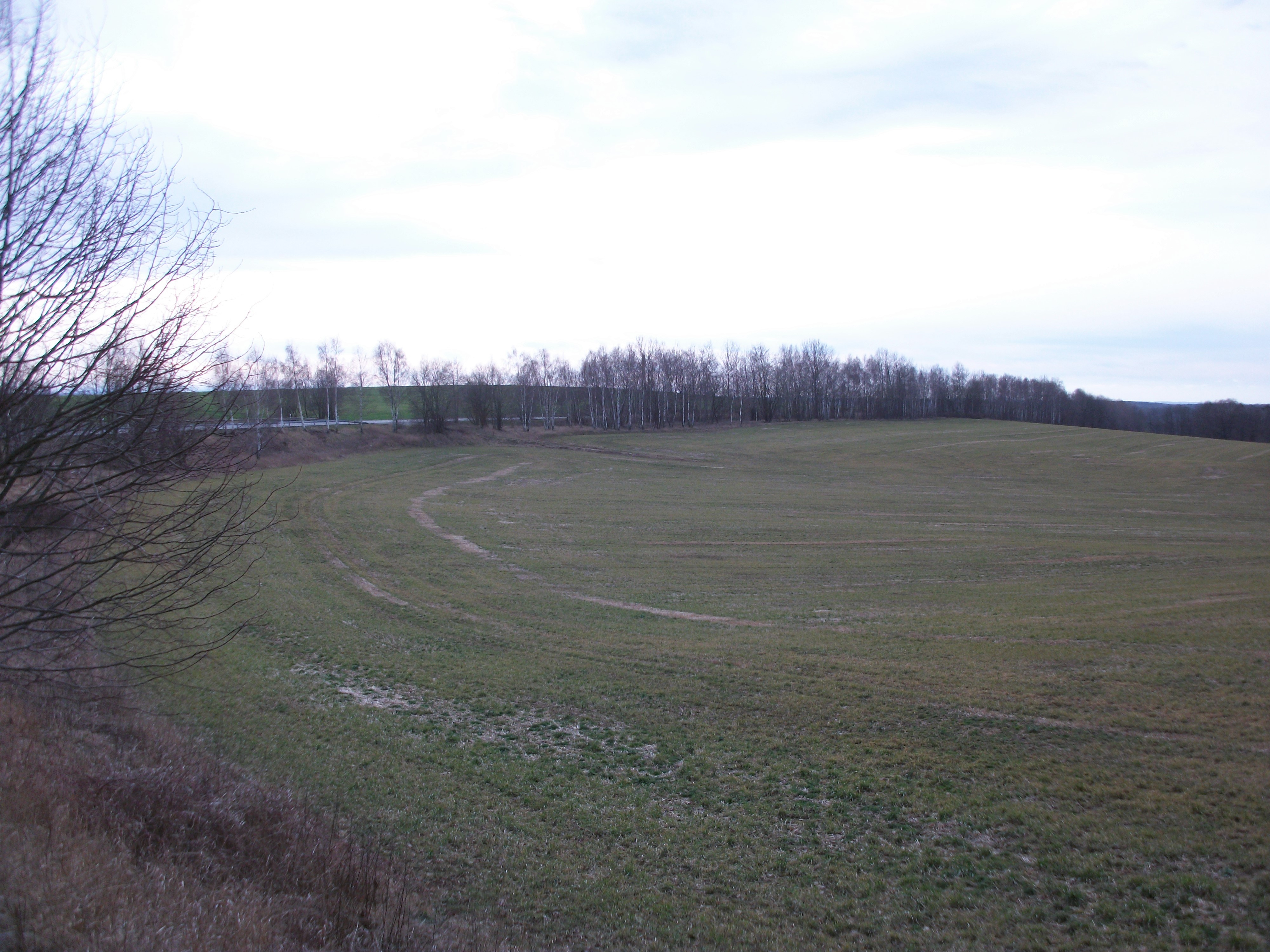
Bahndamm zwischen Kuhschnappel und Lobsdorf (2020)
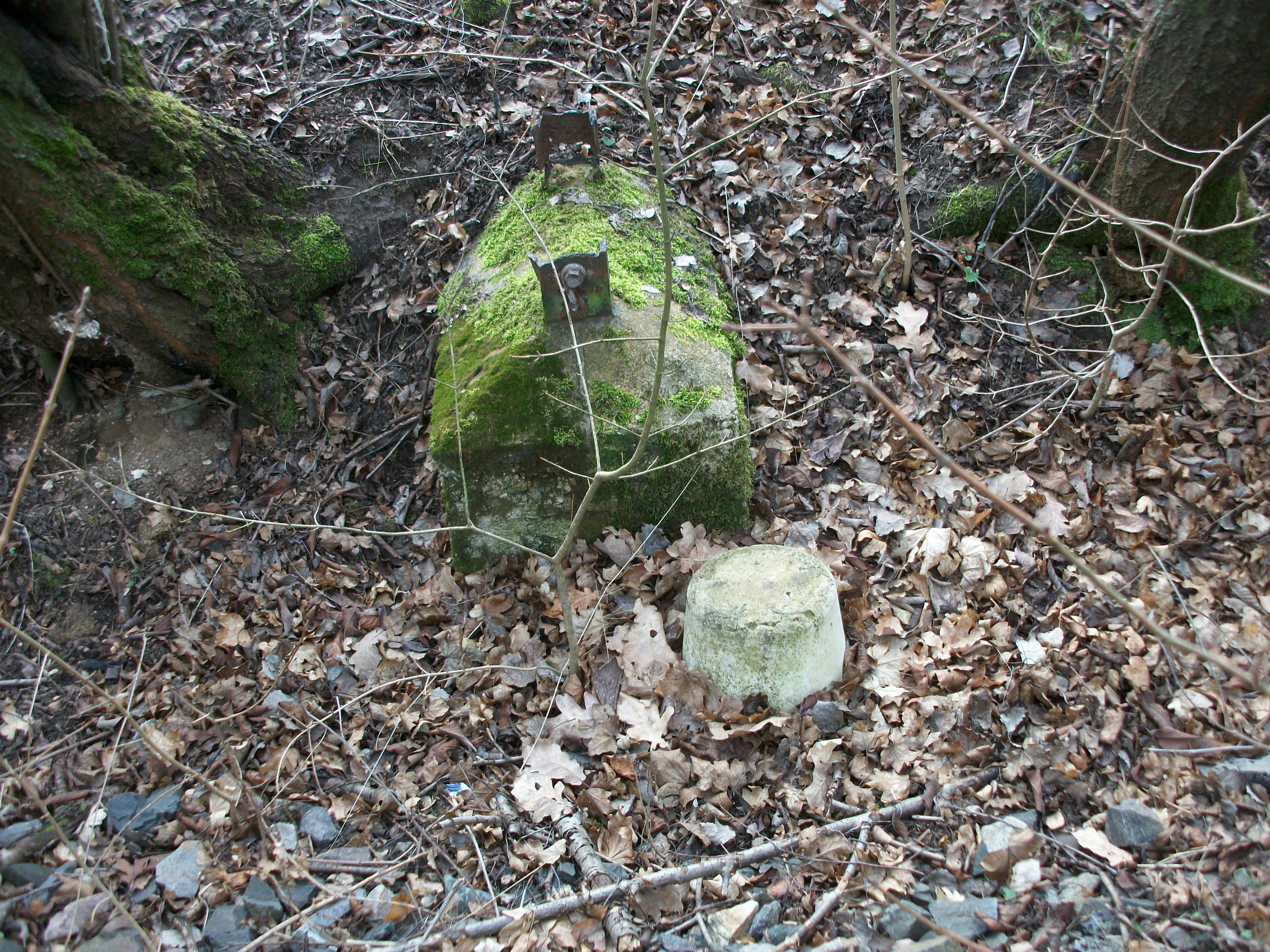
Fundament der Oberleitungsmasten zwischen Kuhschnappel und Lobsdorf (2020)
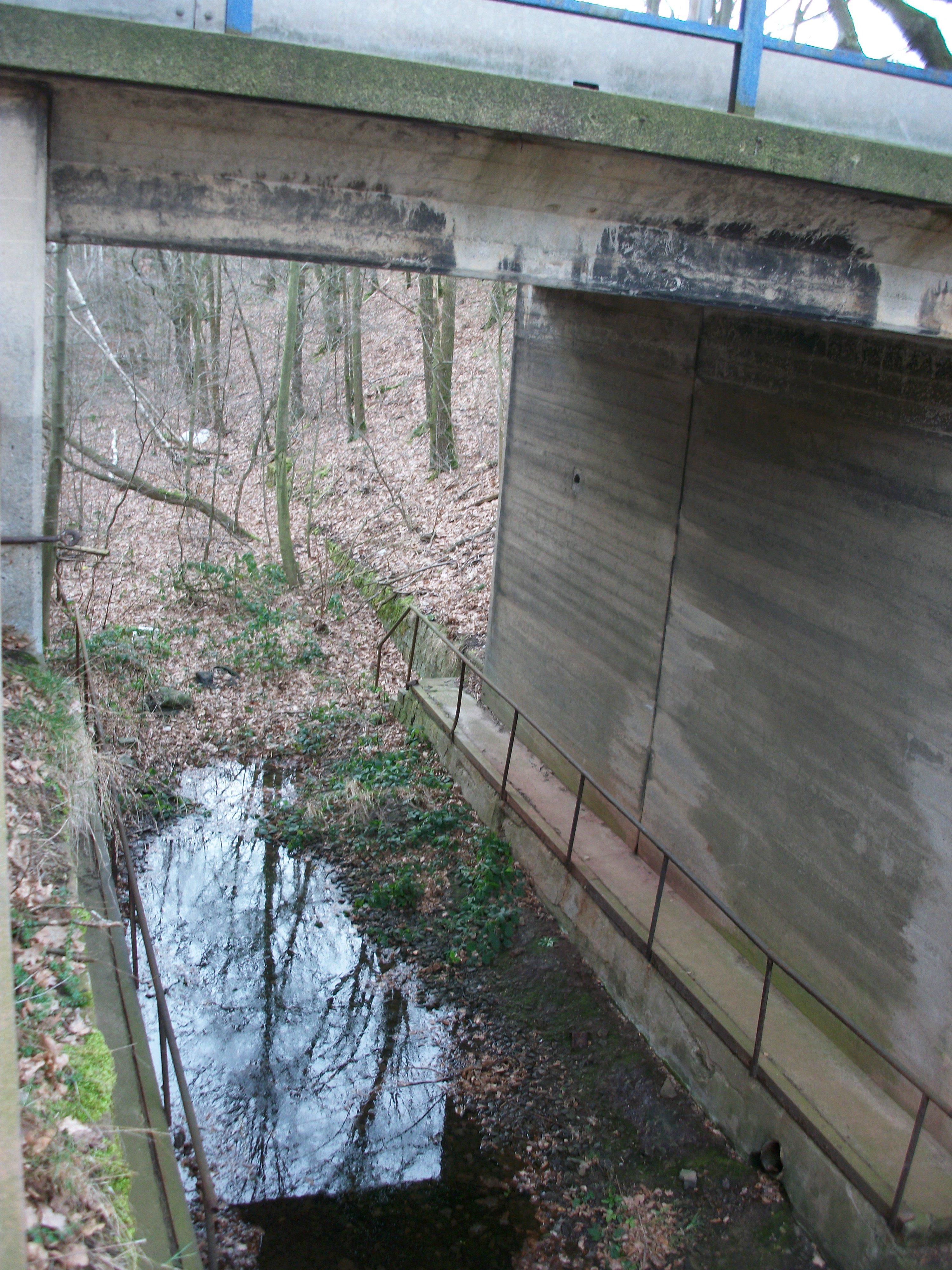
Straßenüberführung Lobsdorfer Straße in Hintergrumbach (2020)
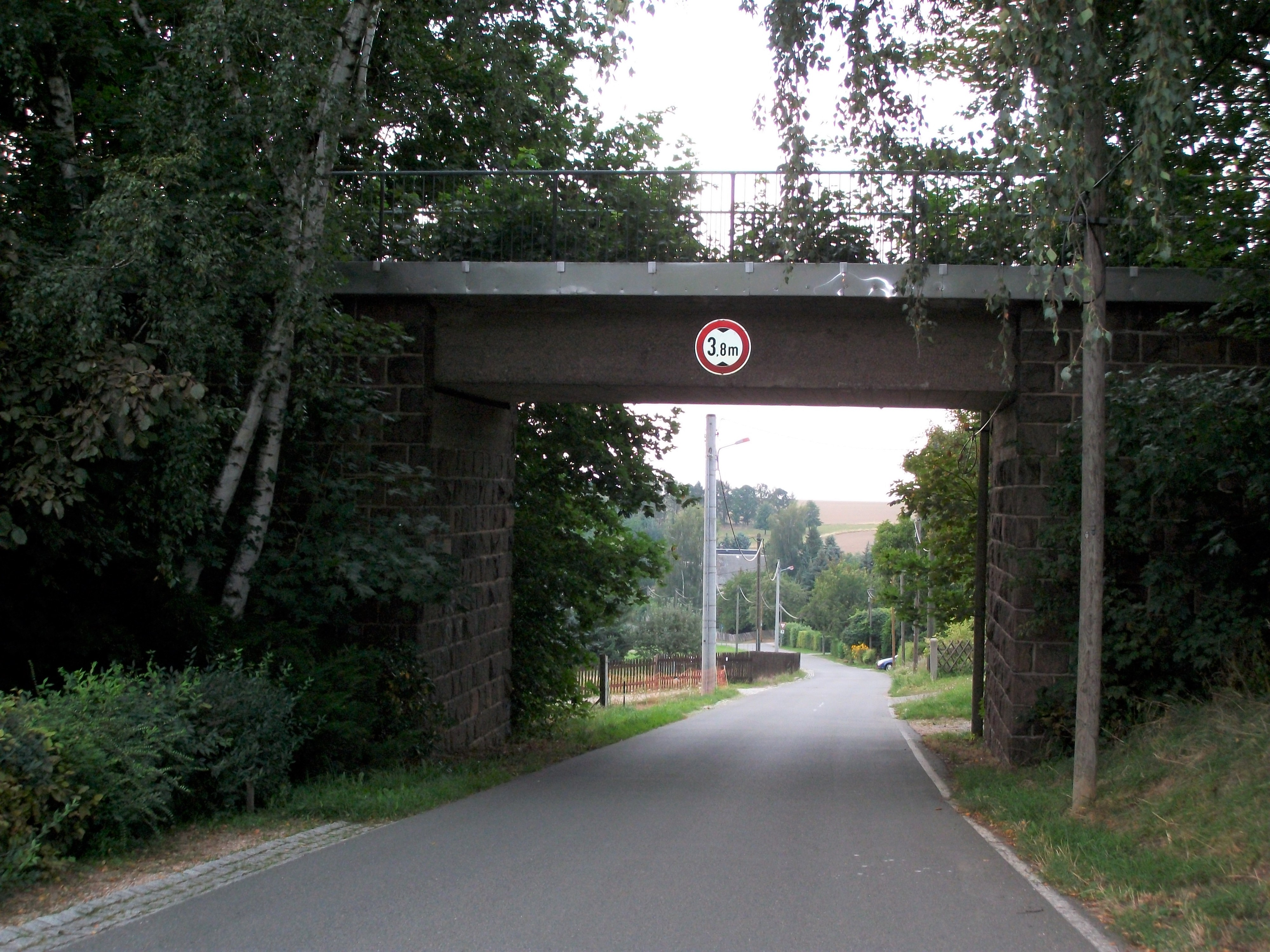
Ehemalige Eisenbahnbrücke in Grumbach (2019)
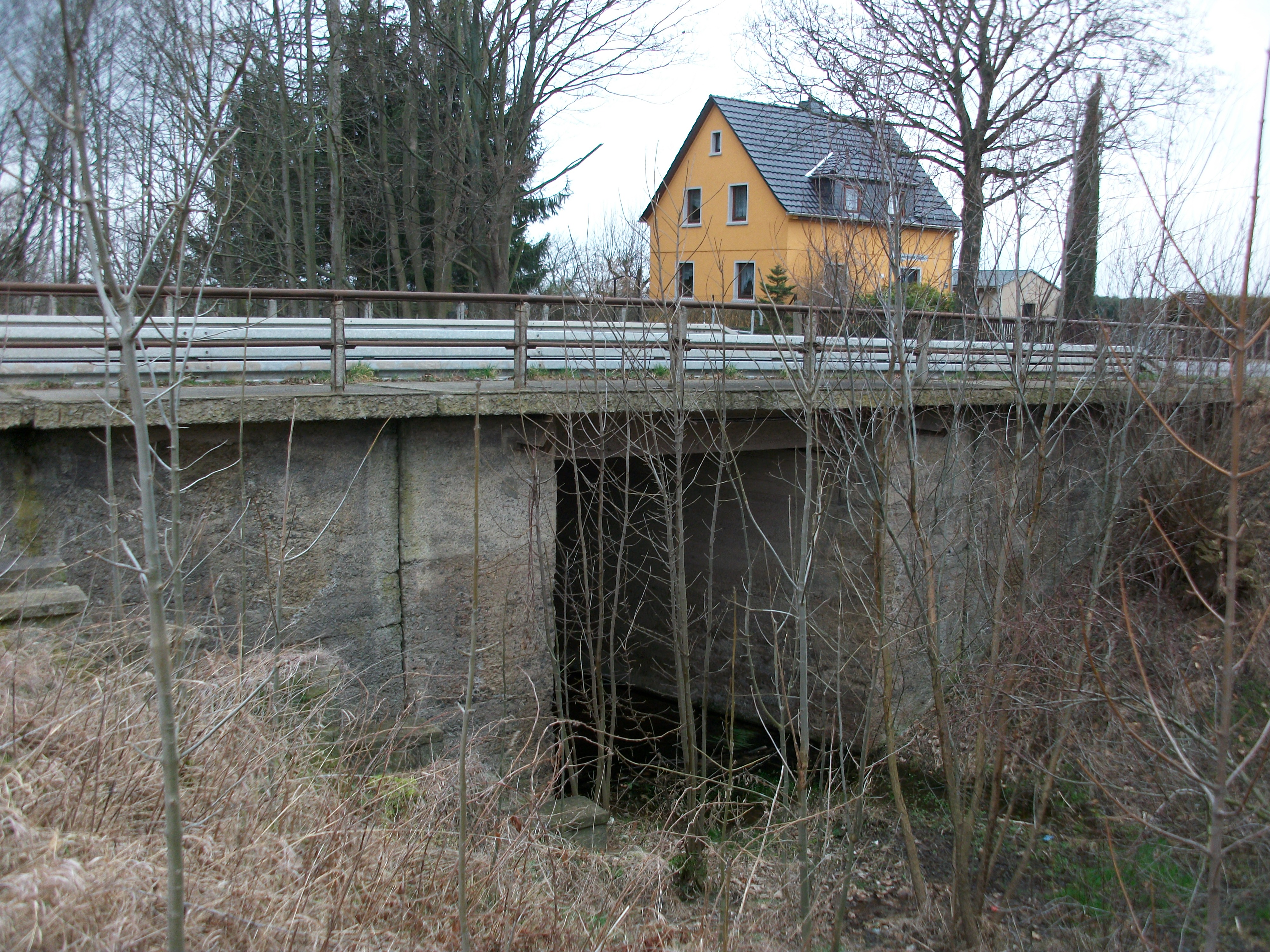
Straßenüberführung B180 in Reichenbach (2020)
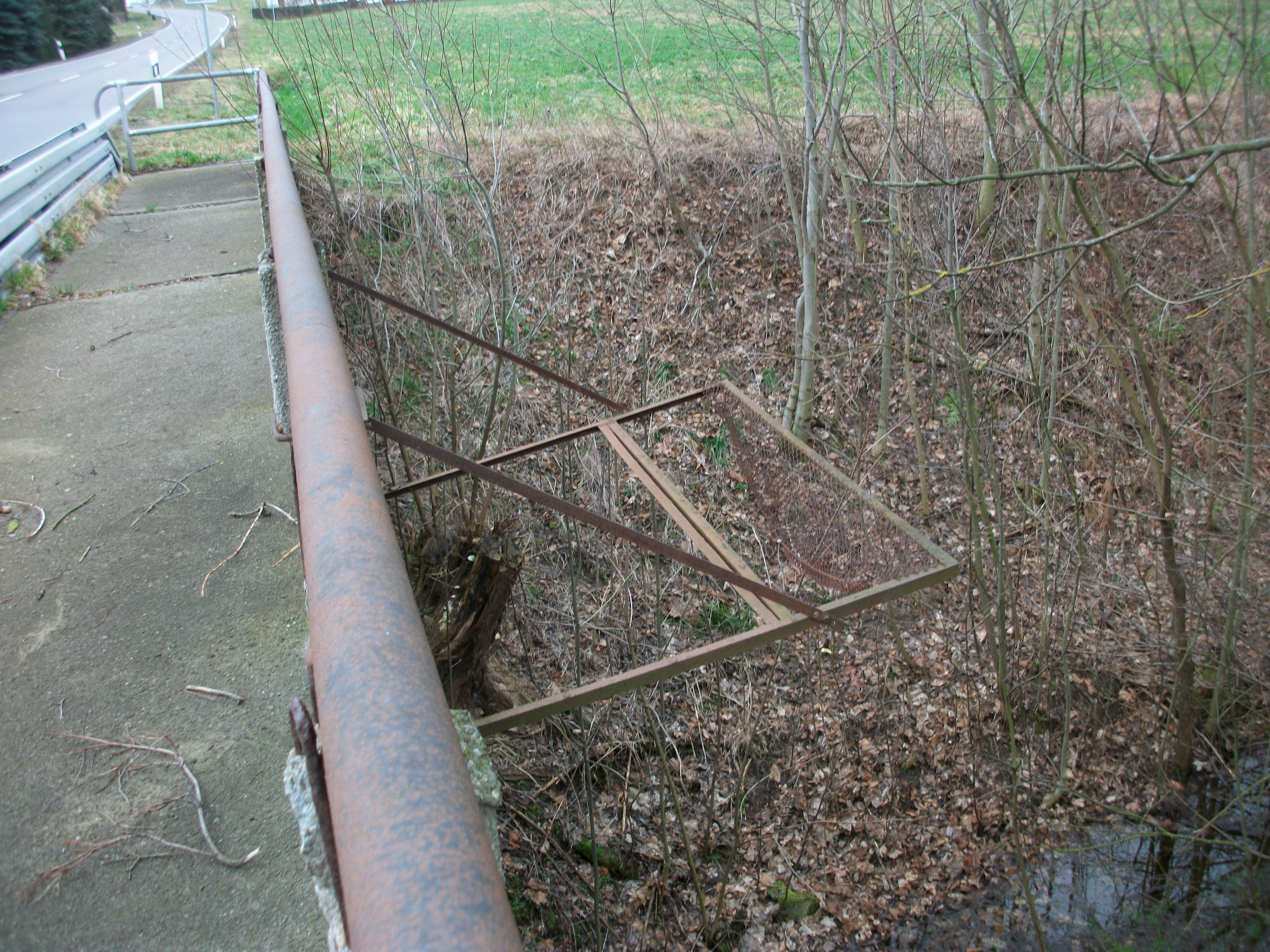
SÜ B180 in Reichenbach mit Relikt der Oberleitung (2020)
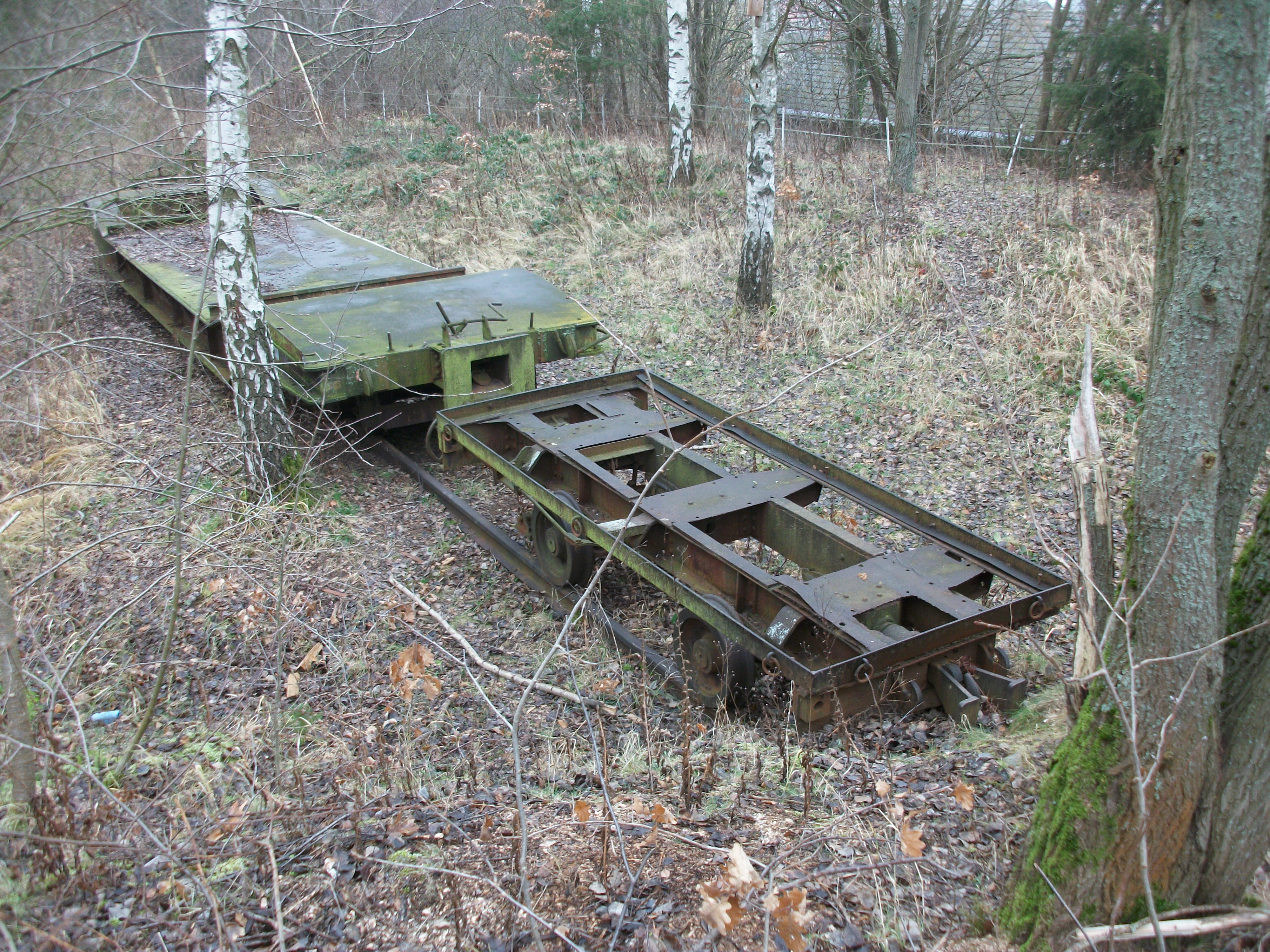
Waggonreste der Erzbahn beim Stausee Oberwald (2020)
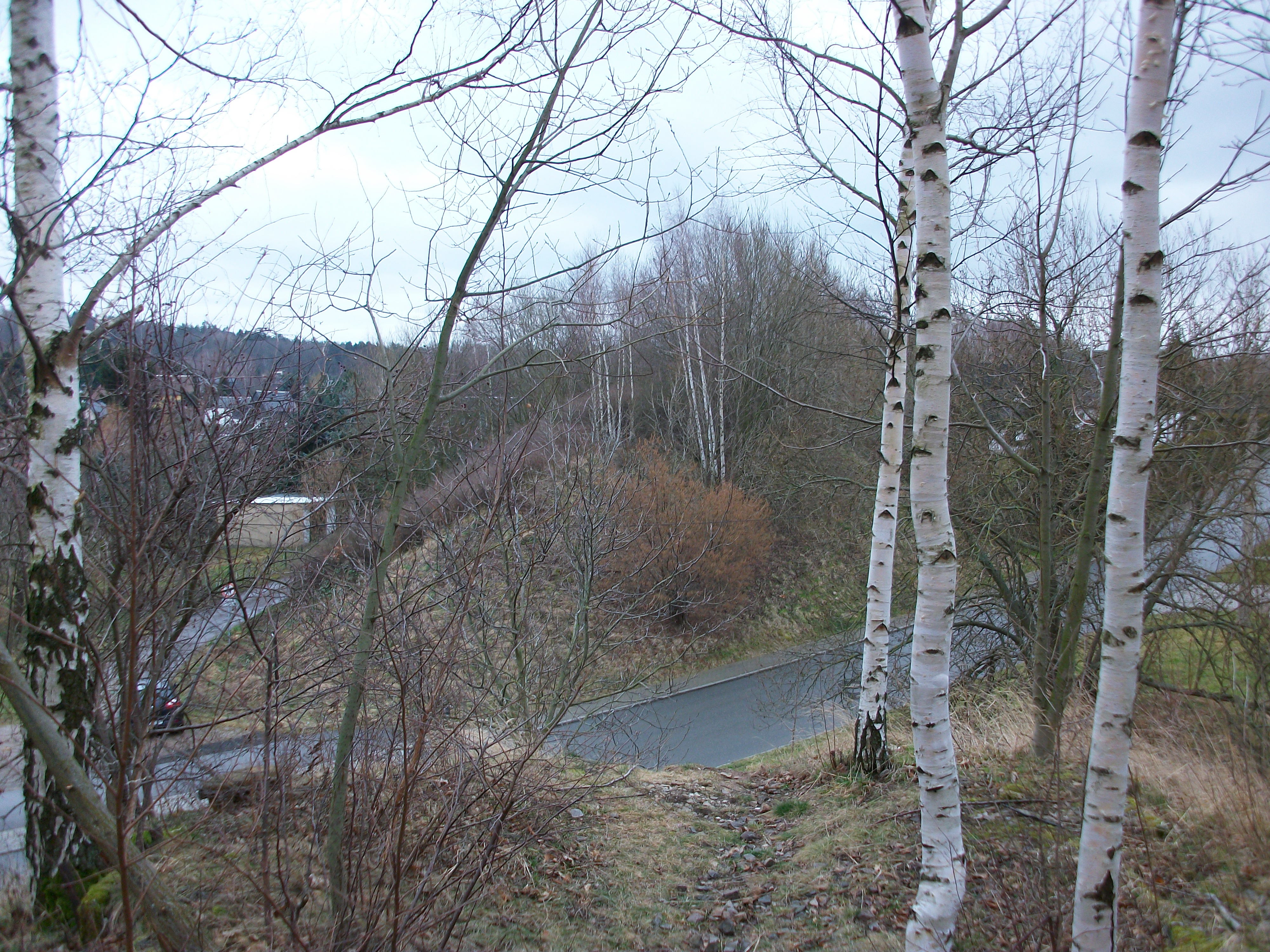
Hänge der Eisenbahnbrücke Straße des Friedens in Reichenbach (2020)
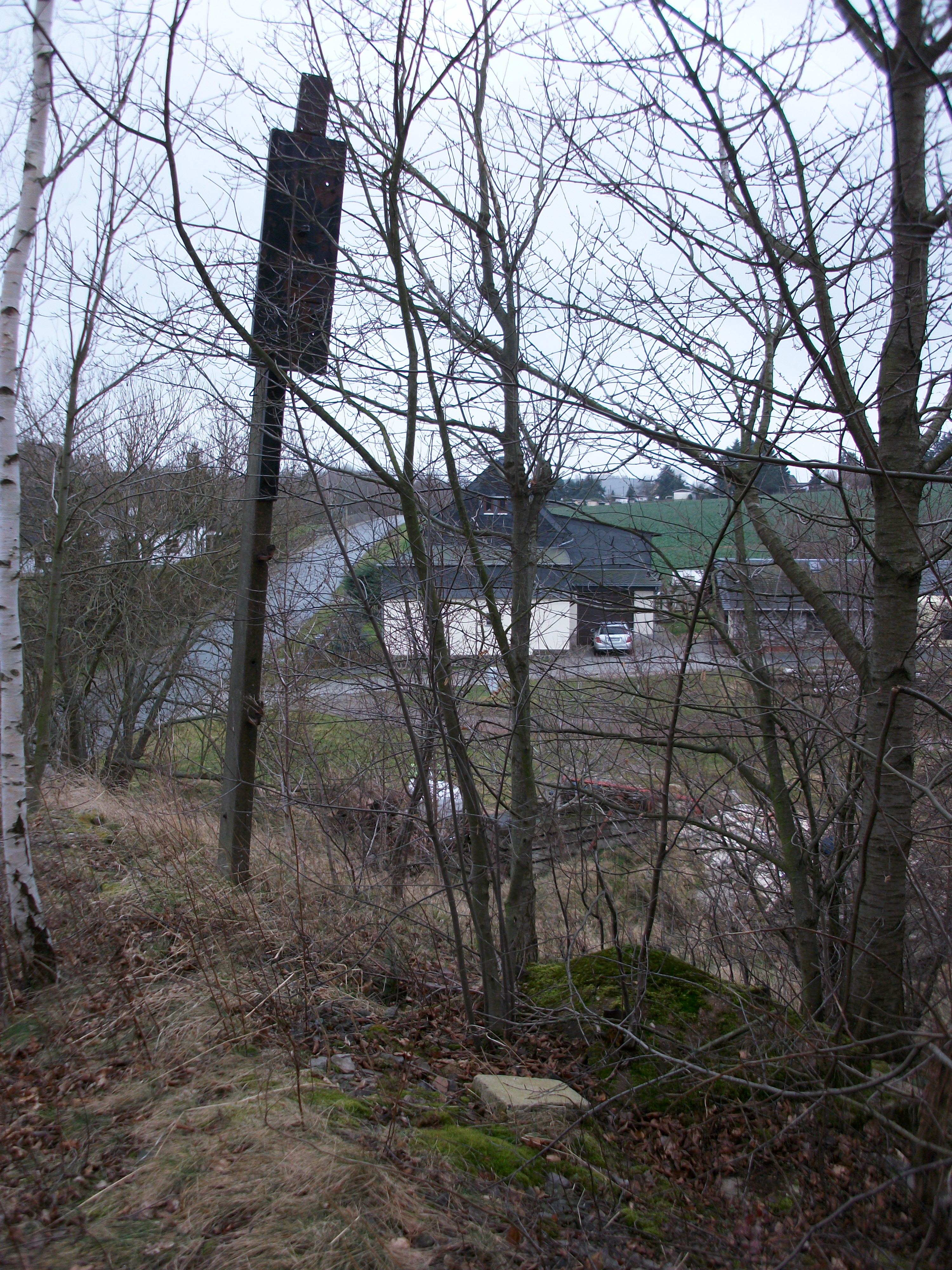
Signalrest bei der ehemaligen Eisenbahnbrücke Straße des Friedens in Reichenbach (2020)
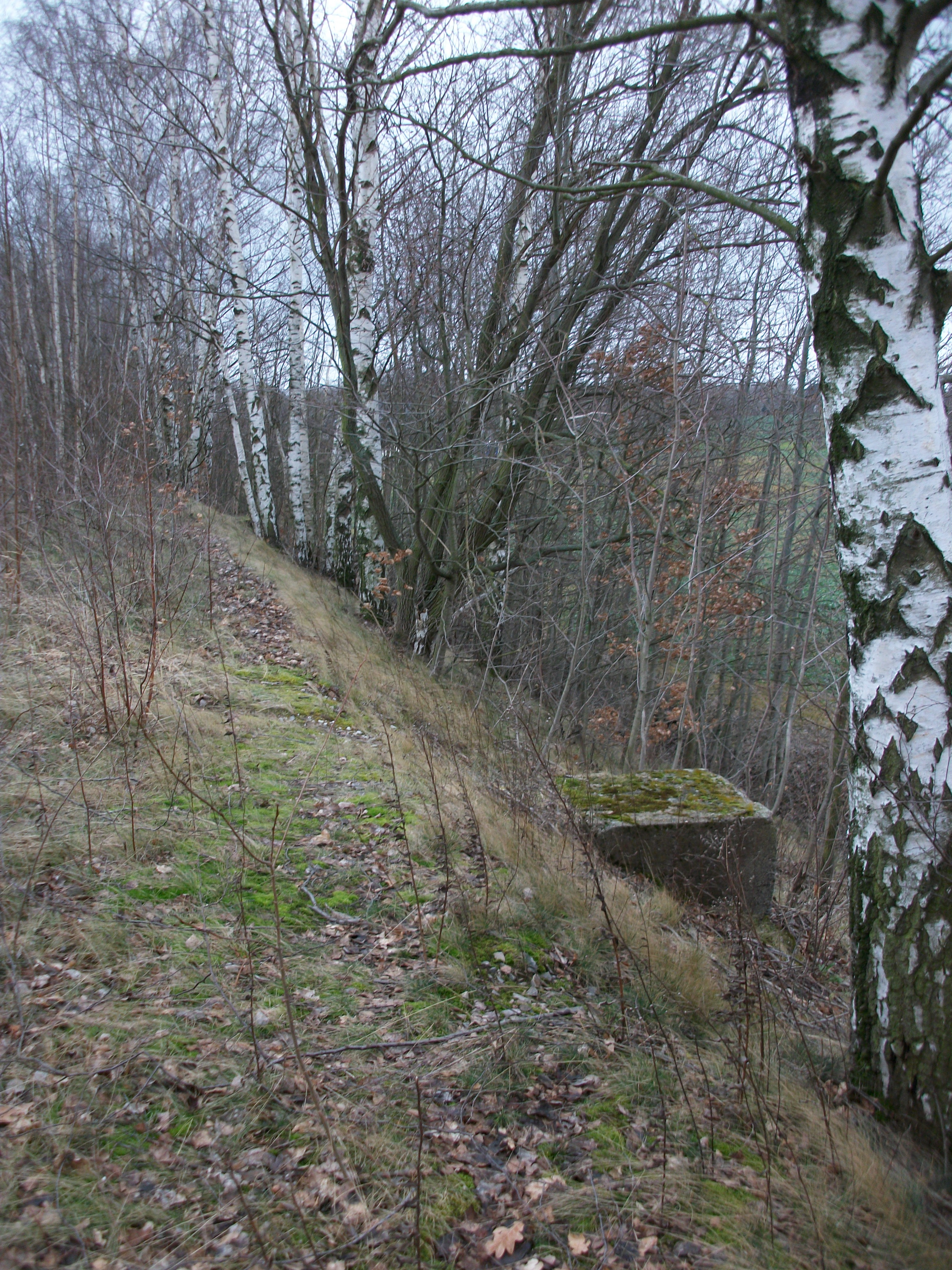
Bahndamm bei Reichenbach mit Fundamentrest der Oberleitung (2020)
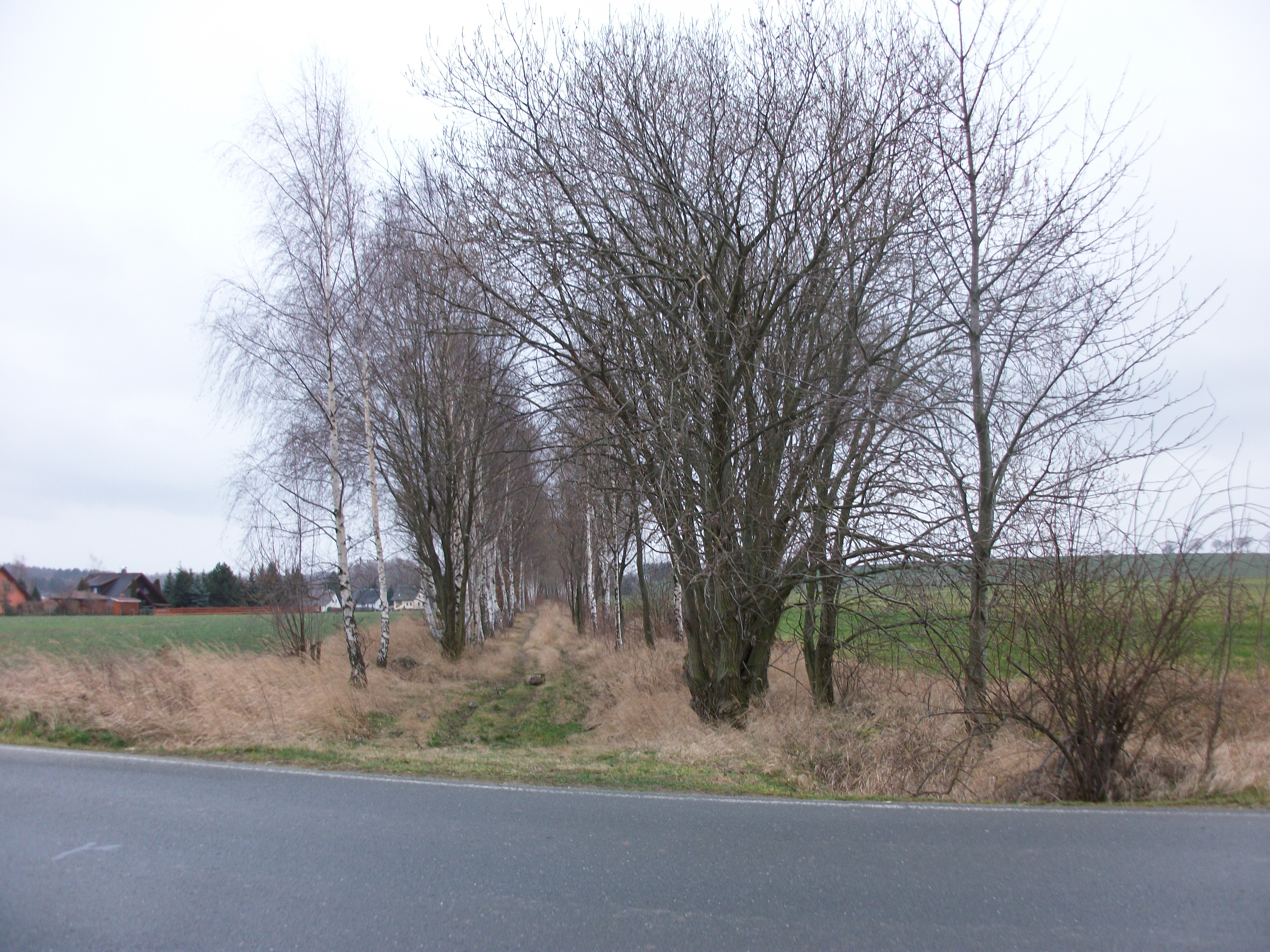
Trasse beim ehemaligen Bahnübergang Grumbacher Straße bei Reichenbach (2020)
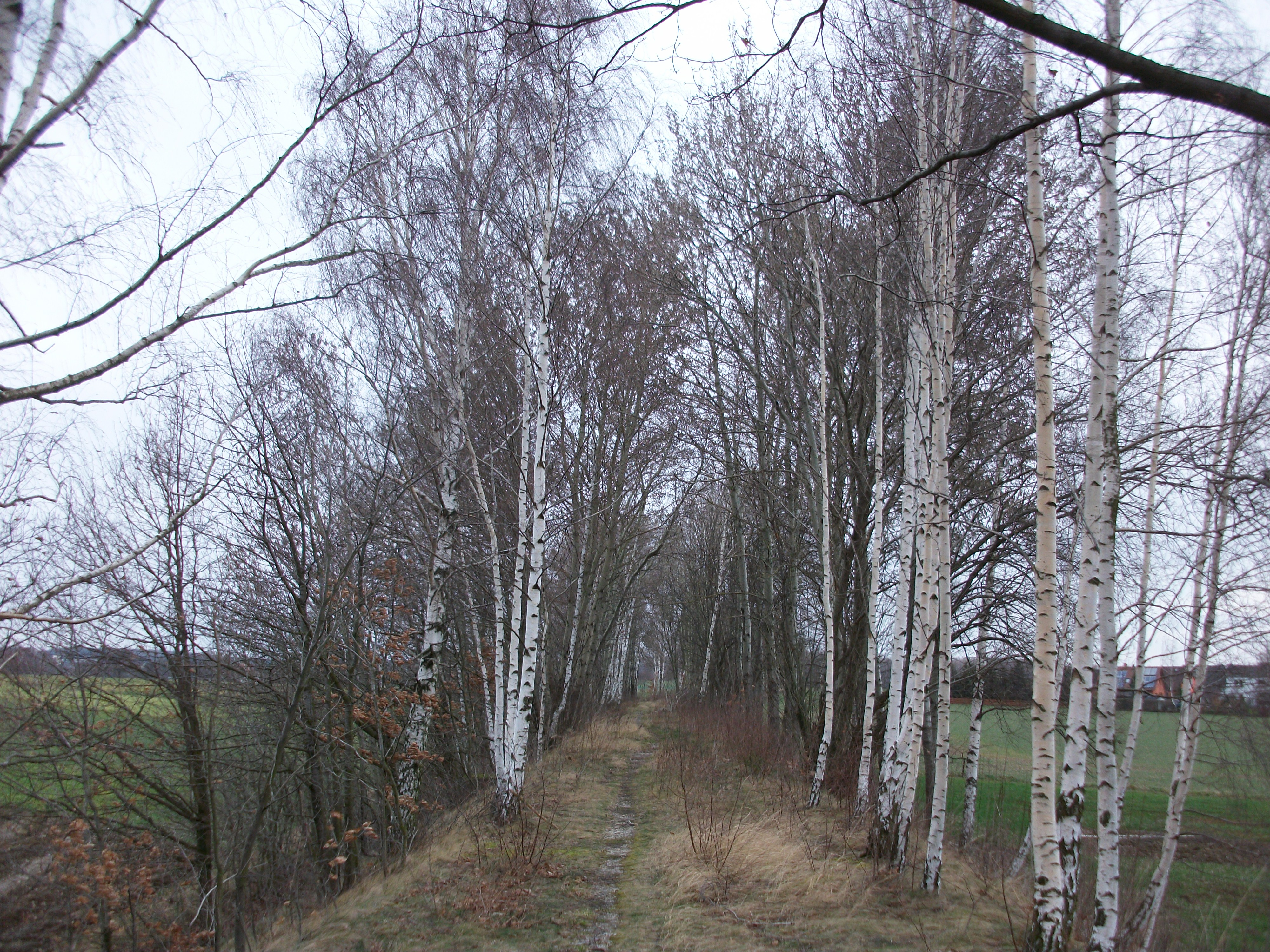
Bahndamm bei Reichenbach (2020)
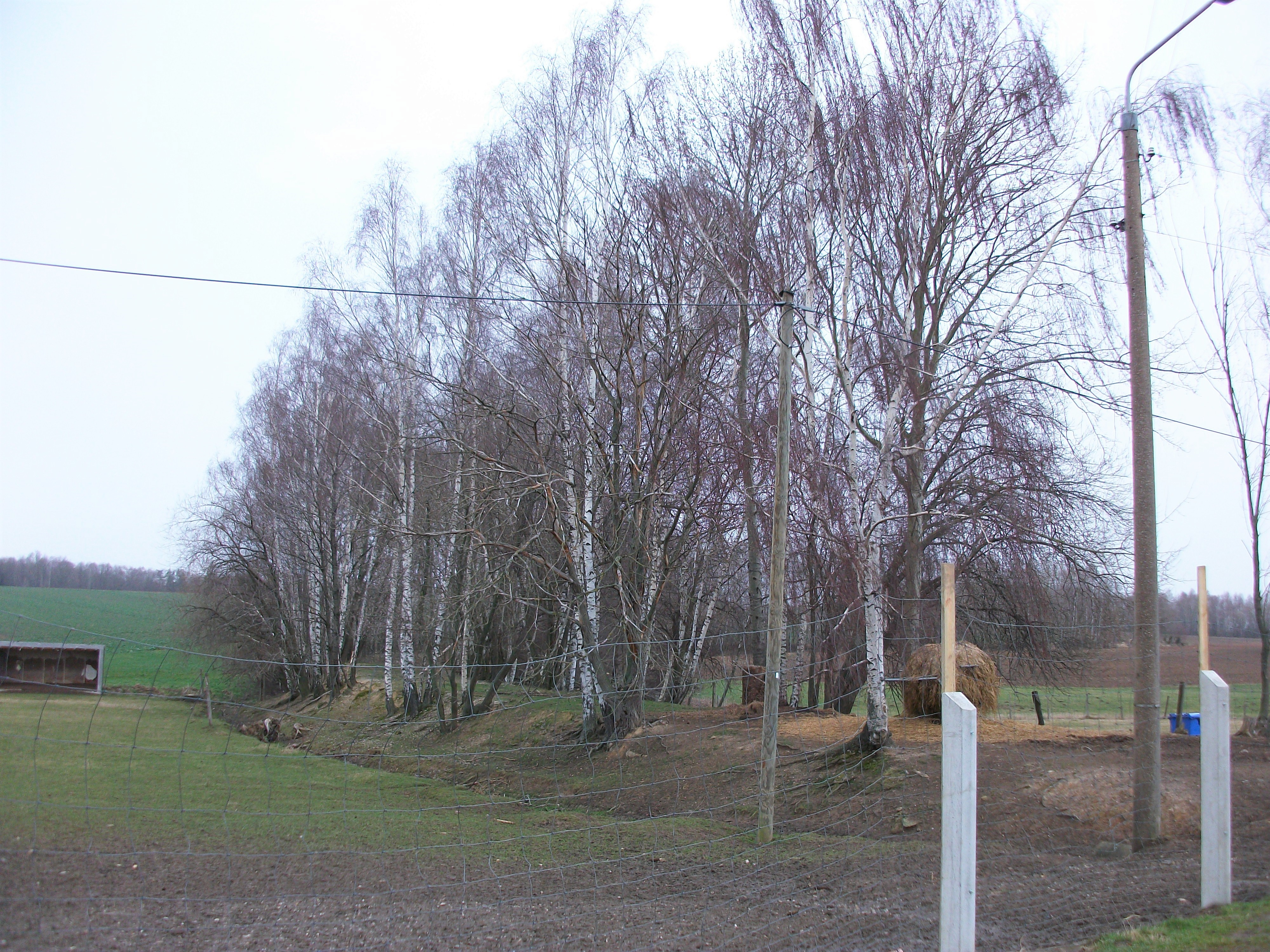
Bahndamm bei Spielsdorf (2020)